# Tōgō Heihachirō
 Der er for få eller ingen kildehenvisninger i denne artikel, hvilket er et problem. Du kan hjælpe ved at angive troværdige kilder til de påstande, som fremføres i artiklen.

Tōgō Heihachirō (japansk: 東郷 平八郎; 27. januar 1848 - 30. maj 1934) var en japansk samurai og kōshaku (侯爵; omtrent marki) som tjente som flådeadmiral i den kejserlige japanske marine. Tōgō var en af Japans største søhelte, og særlig kendt for sine sejre over den russiske marine i slaget ved Tsushima i den Russisk-japanske krig (1904-1905). Vestlige journalister gav ham navnet Østens Nelson.